# Ипподром (платформа)
Ипподро́м (до 20 февраля 2020 года — пл. 47 км) — остановочный пункт на Рязанском направлении Московской железной дороги в городе Раменском, расположенный в пределах станции Раменское. Конечная остановка для большинства маршрутов пригородных электропоездов, следующих от Казанского вокзала по Рязанскому направлению. За платформой находится депо Раменское. Здесь оканчивается четырёхпутный участок Рязанского направления, далее в сторону Рязани участок двухпутный.
Имеет три платформы, касса находится на платформе № 2, принимающей электропоезда, оканчивающие здесь свой маршрут. Боковая платформа № 3 принимает транзитные электропоезда в сторону Москвы, а платформа № 1 принимает транзитные электропоезда в сторону Голутвина и часть транзитных электропоездов в сторону Москвы, проходящих по 4 пути без остановок участок Раменское — Люберцы. Платформа у 3 пути отсутствует, поэтому там не останавливаются электропоезда из Москвы, проходящие по 3 пути без остановок участок Люберцы — Фабричная.
Остановочный пункт Ипподром — граница санитарной зоны для поездов дальнего следования.

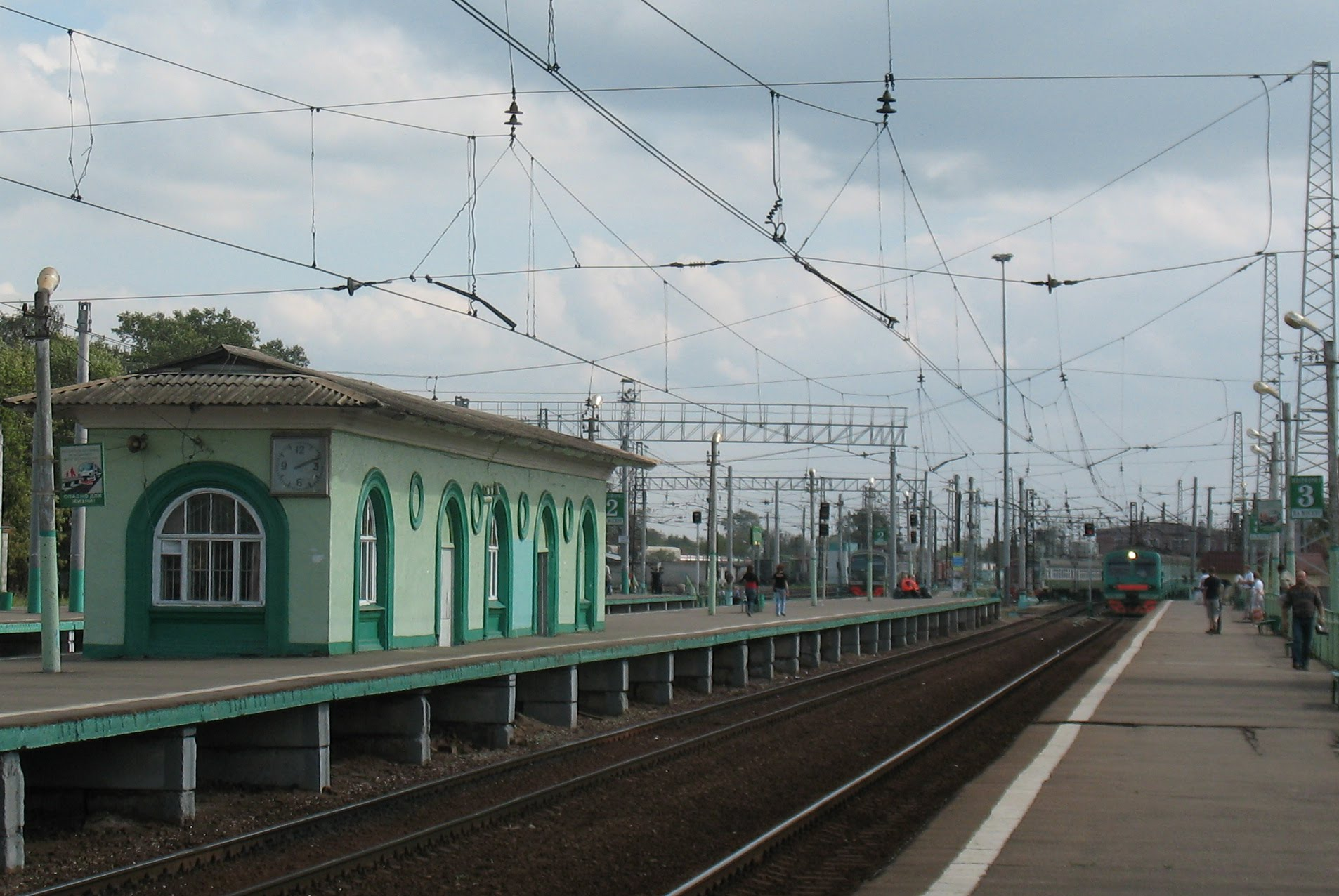
Кассовый павильон в середине платформы (2007)

Рядом с остановочным пунктом расположен Раменский ипподром.
С 2019 года оборудован турникетами.

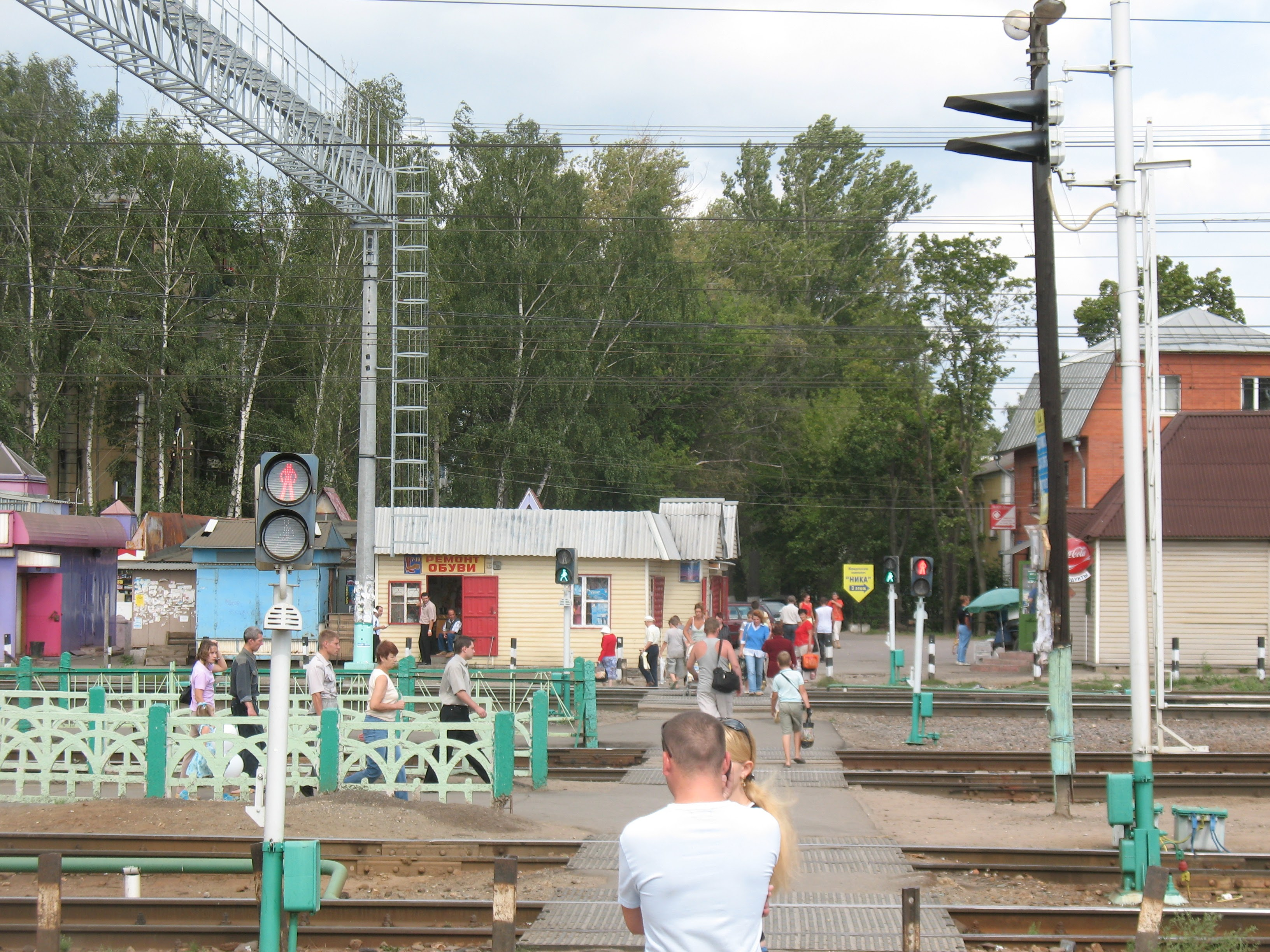
Пешеходный переход (2007)

20 февраля 2020 года остановочный пункт был переименован в Ипподром.
С 17 августа 2023 года является юго-восточной конечной Ленинградско-Казанского диаметра (МЦД-3), в связи с чем остановочный пункт был частично реконструирован; были перестроены платформы, появился надземный переход, был построен новый павильон с кассами.